# Tad Mosel
George Ault „Tad“ Mosel Jr. (* 1. Mai 1922 in Steubenville, Ohio; † 24. August 2008 in Concord, New Hampshire) war ein US-amerikanischer Drehbuchautor und Dramatiker, der 1961 für das Theaterstück All the Way Home, einer Adaption des 1958 posthum mit dem Pulitzer-Preis für Romane ausgezeichneten autobiografischen Roman Ein Todesfall in der Familie von James Agee, mit dem Pulitzer-Preis für Theater geehrt wurde.

## Leben
Mosel verfasste 1942 sein erstes Theaterstück The Happiest Years und begann Mitte der 1950er Jahre als Drehbuchautor. Er verfasste zunächst die Drehbücher und Vorlagen für Fernsehshows und Fernsehserien wie Playhouse 90 und Armchair Theatre und gehörte damit zur Reihe bekannter Drehbuchautoren wie Paddy Chayefsky, Gore Vidal und Rod Serling.
Für sein Theaterstück All the Way Home, einer literarischen Adaption des 1958 posthum mit dem Pulitzer-Preis für Romane ausgezeichneten Romans A Death in the Family von James Agee, wurde er 1961 mit dem Pulitzer-Preis für Theater ausgezeichnet und erhielt darüber hinaus eine Nominierung für den Tony Award für das beste Theaterstück. 1964 verfasste er das Drehbuch zu dem Film Die Frau seines Herzens von Delbert Mann mit Glenn Ford und Geraldine Page in den Hauptrollen. Für das Drehbuch zum Film Gegen den Strom die Treppe hinauf (1967) von Robert Mulligan wurde er 1968 für den Preis für das beste Drama der Writers Guild of America (WGA Award) nominiert. Darüber hinaus erhielt er für das Drehbuch zur Folge John Quincy Adams: President aus der Fernsehserie The Adams Chronicles (1976) eine Nominierung für den Primetime Emmy 1977.

## Dramen und Veröffentlichungen
- 1942: The Happiest Years
- 1952: The Lion Hunter
- 1956: Other People’s Houses: six television plays
- 1960: All the Way Home: a drama in three acts
- 1961: Impromptu: play in one act
- 1962: Madame Aphrodite
- 1962: That’s Where The Town’s Going: a play in four scenes
- 1964: The Alegation Impromptu
- 1978: Leading Lady: the world and theatre of Katharine Cornell

## Filmografie (Auswahl)
- 1964: Die Frau seines Herzens
- 1967: Gegen den Strom die Treppe hinauf
- 1971: All the Way Home (Fernsehfilm)
- 1976: The Adams Chronicles (Fernsehserie)